# Liste des jardins portant le label Jardin remarquable en Provence-Alpes-Côte d'Azur
Cet article recense les jardins possédant le label « jardin remarquable » en Provence-Alpes-Côte d'Azur, en France.
Au début 2024, la région compte 45 jardins ainsi labellisés.

## Liste
| Jardin                                                 | Département             | Commune               | Année | Coordonnées                 | Photo |
| ------------------------------------------------------ | ----------------------- | --------------------- | ----- | --------------------------- | ----- |
| Jardins du château de Sauvan                           | Alpes-de-Haute-Provence | Mane                  | 2005  | 43° 54′ 58″ N, 5° 45′ 51″ E |       |
| Jardins du prieuré de Salagon                          | Alpes-de-Haute-Provence | Mane                  | 2005  | 43° 56′ 02″ N, 5° 45′ 21″ E |       |
| Jardin de l'ancienne abbaye de Valsaintes              | Alpes-de-Haute-Provence | Simiane-la-Rotonde    | 2011  | 43° 58′ 29″ N, 5° 36′ 04″ E |       |
| Domaine de Charance                                    | Hautes-Alpes            | Gap                   | 2005  | 44° 33′ 47″ N, 6° 03′ 47″ E |       |
| Jardin du Lautaret                                     | Hautes-Alpes            | Villar-d'Arêne        | 2005  | 45° 02′ 05″ N, 6° 24′ 18″ E |       |
| Jardin botanique de la villa Thuret                    | Alpes-Maritimes         | Antibes               | 2008  | 43° 33′ 47″ N, 7° 07′ 30″ E |       |
| Jardin exotique                                        | Alpes-Maritimes         | Èze                   | 2015  | 43° 43′ 40″ N, 7° 21′ 41″ E |       |
| Jardin de l'Argelière                                  | Alpes-Maritimes         | La Gaude              | 2019  | 43° 43′ 27″ N, 7° 08′ 49″ E |       |
| Jardin de la villa Fort France                         | Alpes-Maritimes         | Grasse                | 2008  | 43° 40′ 33″ N, 6° 56′ 53″ E |       |
| Parc du château de la Napoule                          | Alpes-Maritimes         | Mandelieu-la-Napoule  | 2005  | 43° 31′ 30″ N, 6° 56′ 37″ E |       |
| Jardin botanique du Val Rahmeh                         | Alpes-Maritimes         | Menton                | 2013  | 43° 47′ 00″ N, 7° 30′ 44″ E |       |
| Citronneraie                                           | Alpes-Maritimes         | Menton                | 2009  | 43° 47′ 45″ N, 7° 29′ 16″ E |       |
| Serre de la Madone                                     | Alpes-Maritimes         | Menton                | 2005  | 43° 47′ 48″ N, 7° 29′ 12″ E |       |
| Jardins du musée international de la parfumerie        | Alpes-Maritimes         | Mouans-Sartoux        | 2022  | 43° 36′ 53″ N, 6° 58′ 45″ E |       |
| Jardin botanique                                       | Alpes-Maritimes         | Nice                  | 2009  | 43° 44′ 01″ N, 7° 14′ 41″ E |       |
| Parc Phœnix                                            | Alpes-Maritimes         | Nice                  | 2011  | 43° 40′ 05″ N, 7° 12′ 56″ E |       |
| Arboretum Marcel Kroenlein                             | Alpes-Maritimes         | Roure                 | 2008  | 44° 07′ 17″ N, 7° 05′ 29″ E |       |
| Jardins Ephrussi de Rothschild                         | Alpes-Maritimes         | Saint-Jean-Cap-Ferrat | 2005  | 43° 41′ 45″ N, 7° 19′ 46″ E |       |
| Jardin de la bastide de Romégas                        | Bouches-du-Rhône        | Aix-en-Provence       | 2011  | 43° 33′ 43″ N, 5° 26′ 59″ E |       |
| Jardin d'Albertas                                      | Bouches-du-Rhône        | Bouc-Bel-Air          | 2008  | 43° 26′ 43″ N, 5° 24′ 39″ E |       |
| Jardin d'Éguilles de Max Sauze                         | Bouches-du-Rhône        | Éguilles              | 2005  | 43° 34′ 16″ N, 5° 21′ 11″ E |       |
| Bambous en Provence                                    | Bouches-du-Rhône        | Eyragues              | 2019  | 43° 50′ 16″ N, 4° 52′ 20″ E |       |
| Jardin botanique Édouard-Marie Heckel                  | Bouches-du-Rhône        | Marseille             | 2020  | 43° 15′ 42″ N, 5° 22′ 45″ E |       |
| Parc Borély                                            | Bouches-du-Rhône        | Marseille             | 2005  | 43° 16′ 10″ N, 5° 23′ 10″ E |       |
| Parc du 26e Centenaire                                 | Bouches-du-Rhône        | Marseille             | 2005  | 43° 15′ 25″ N, 5° 24′ 01″ E |       |
| Parc Gonzalez                                          | Var                     | Bormes-les-Mimosas    | 2015  | 43° 08′ 51″ N, 6° 20′ 28″ E |       |
| Jardin de la commanderie de Peyrassol                  | Var                     | Flassans-sur-Issole   | 2017  | 43° 21′ 59″ N, 6° 12′ 30″ E |       |
| Jardin Germaine-L'Hardy-Denonain                       | Var                     | Gassin                | 2009  | 43° 13′ 44″ N, 6° 35′ 09″ E |       |
| Jardin du castel Sainte-Claire                         | Var                     | Hyères                | 2008  | 43° 05′ 30″ N, 6° 07′ 23″ E |       |
| Le Plantier de Costebelle                              | Var                     | Hyères                | 2009  | 43° 07′ 15″ N, 6° 07′ 21″ E |       |
| Parc Olbius-Riquier                                    | Var                     | Hyères                | 2008  | 43° 07′ 29″ N, 6° 07′ 45″ E |       |
| Parc Saint-Bernard                                     | Var                     | Hyères                | 2008  | 43° 06′ 55″ N, 6° 08′ 00″ E |       |
| Jardin zoologique tropical                             | Var                     | La Londe-les-Maures   | 2008  | 43° 09′ 21″ N, 6° 15′ 21″ E |       |
| Domaine du Rayol                                       | Var                     | Rayol-Canadel-sur-Mer | 2005  | 43° 09′ 22″ N, 6° 28′ 53″ E |       |
| Jardin de la maison du Cygne                           | Var                     | Six-Fours-les-Plages  | 2017  | 43° 05′ 37″ N, 5° 50′ 36″ E |       |
| Jardin départemental du Las                            | Var                     | Toulon                | 2013  | 43° 08′ 30″ N, 5° 54′ 39″ E |       |
| Domaine d'Orvès                                        | Var                     | La Valette-du-Var     | 2005  | 43° 08′ 38″ N, 5° 59′ 23″ E |       |
| Jardin de Baudouvin                                    | Var                     | La Valette-du-Var     | 2009  | 43° 08′ 24″ N, 5° 59′ 09″ E |       |
| Jardin de la Louve                                     | Vaucluse                | Bonnieux              | 2008  | 43° 49′ 17″ N, 5° 18′ 23″ E |       |
| Pavillon de Galon                                      | Vaucluse                | Cucuron               | 2009  | 43° 46′ 30″ N, 5° 26′ 43″ E |       |
| Jardin blanc et conservatoire des plantes tinctoriales | Vaucluse                | Lauris                | 2011  | 43° 44′ 49″ N, 5° 18′ 42″ E |       |
| Jardin du château de Val Joanis                        | Vaucluse                | Pertuis               | 2005  | 43° 41′ 26″ N, 5° 30′ 04″ E |       |
| Jardin de la Basse Fontaine                            | Vaucluse                | Puyméras              | 2019  | 44° 16′ 33″ N, 5° 07′ 47″ E |       |
| Harmas de Fabre                                        | Vaucluse                | Sérignan-du-Comtat    | 2017  | 44° 11′ 16″ N, 4° 50′ 24″ E |       |
| Domaine de Brantes                                     | Vaucluse                | Sorgues               | 2005  | 44° 00′ 06″ N, 4° 52′ 35″ E |       |